# 러시아‒조지아 전쟁
러시아-조지아 전쟁은 러시아의 조지아 침공으로도 알려져 있으며 조지아에 대항하여 러시아 연방과 러시아의 지원을 받는 분리주의 지역인 남오세티야 및 압하지야가 벌인 전쟁이다. 전투는 전략적으로 중요한 남캅카스 지역에서 일어났다. 이 전쟁은 21세기 최초의 유럽 전쟁으로 간주된다.
조지아는 소련의 붕괴 중 국민투표에 이어 1991년 4월 소련으로부터 독립을 선언했다. 그러나 조지아와 오세트 분리주의자들 간의 전투 (1991–92)로 인해 옛 남오세티야 자치주의 일부가 러시아의 지원을 받지만 국제적으로 인정되지 않는 분리주의자들의 사실상 통제 하에 놓이게 되었다. 1992년, 조지아, 러시아, 오세트 병력으로 구성된 공동 평화 유지군이 이 지역에 주둔했다. 유사한 교착 상태가 압하지야 지역에서도 발생했는데, 이곳의 분리주의자들은 1992-1993년에 전쟁을 벌였고, 이는 조지아인에 대한 민족 청소로 절정에 달했다. 2000년 러시아에서 블라디미르 푸틴이 당선되고 2003년 조지아에서 친서방 정권 교체가 일어난 후, 러시아와 조지아 간의 관계는 심각하게 악화되기 시작했고, 2008년 4월까지 완전한 외교 위기에 이르렀다.
2008년 8월 1일, 러시아의 지원을 받는 남오세티야 군대가 조지아 마을들을 포격하기 시작했으며, 이 지역에 주둔한 조지아 평화 유지군이 산발적으로 대응했다. 남오세티야 분리주의자들의 포격이 격화되면서 1992년 정전 협정이 파기되었다. 이러한 공격을 종식시키기 위해 8월 7일 조지아군이 남오세티야 분쟁 지역으로 파견되어 분리주의자들의 거점인 츠힌발리 대부분을 몇 시간 만에 장악했다. 일부 러시아군은 조지아군의 대응 이전에 8월 7일까지 로키 터널을 통해 불법적으로 조지아-러시아 국경을 넘어 남오세티야 분쟁 지역으로 진입했다. 러시아는 조지아가 "집단학살"을 저질렀다고 거짓 비난했고 "남오세티야에 대한 침략"을 했다고 주장하며—8월 8일 조지아의 논란의 여지가 없는 영토를 포함하여 육해공 전면적인 침공을 감행했고, 이를 "평화 강제" 작전이라고 불렀다. 러시아군과 분리주의 군대는 조지아군이 퇴각할 때까지 며칠 동안 남오세티야 안팎에서 전투를 벌였다. 러시아 연방군과 압하스 군대는 코도리 계곡 공격으로 두 번째 전선을 열었고, 러시아 해군은 조지아 흑해 해안선 일부를 봉쇄했다. 러시아 공군은 분쟁 지역 안팎의 민간인 목표물을 공격했다. 이것은 사이버 전쟁이 군사 작전과 동시에 일어난 역사상 첫 번째 전쟁이었다. 정보전 또한 분쟁 중 및 후에 벌어졌다. 프랑스 대통령은 8월 12일 정전 협정을 직접 협상했다.
러시아군은 정전 이후에도 조지아의 도시인 주그디디, 세나키, 포티와 고리를 일시적으로 점령했다. 남오세티야인들은 남오세티야의 대부분의 조지아계 마을을 파괴했으며 조지아인에 대한 민족 청소를 담당했다. 러시아는 8월 26일 조지아로부터 압하지야와 남오세티야의 독립을 승인했고, 조지아 정부는 러시아와 외교 관계를 단절했다. 러시아는 10월 8일 조지아의 논란 없는 지역에서 군대 철수를 대부분 완료했다. 러시아의 국제 관계는 크게 손상되지 않았다. 이 전쟁으로 192,000명의 이재민이 발생했다. 많은 사람들이 전쟁 후 집으로 돌아갔지만, 2014년 현재 20,272명의 사람들, 주로 조지아계 민족이 여전히 이재민으로 남아있다. 2021년, 유럽인권법원은 러시아가 "분리주의 지역에 대한 직접적인 통제"를 유지하고 있으며 그곳에서 발생하는 심각한 인권 침해에 책임이 있다고 판결했다. 2022년, 국제형사재판소는 이 분쟁 중 조지아계 민족에 대한 전쟁 범죄로 러시아인 세 명에 대한 체포 영장을 발부했다.

## 배경

### 역사

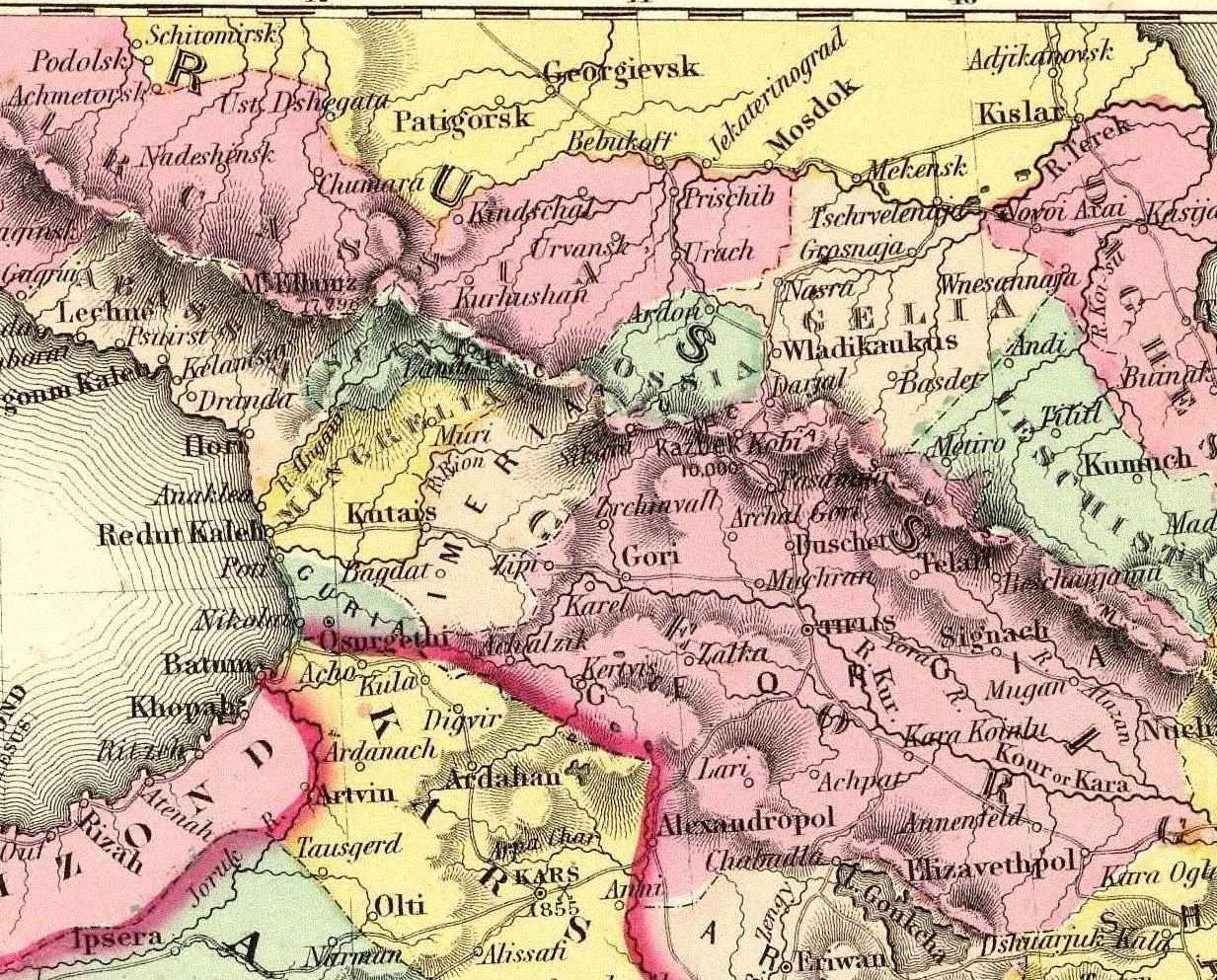
J. H. Colton의 1856년 지도 조각, 조지아와 이메리아 내 현대 남오세티야 영토를 보여준다. 현대 북오세티야는 북캅카스의 "오시아"(오세티야)에 해당한다. 오세티야는 1921년 산악 자치 사회주의 공화국의 일부가 되었고, 1924년에 북오세티야로 개명되었다.

1922년 조지아 지역에 남오세티야 자치주가 설립된 모습.

기원 10세기, 조지아는 조지아어가 기독교 의식을 수행하는 데 사용되는 영토에서 처음으로 민족적 개념으로 등장했다. 이 지역에 대한 몽골의 침공 이후, 조지아 왕국은 결국 여러 국가로 분할되었다. 19세기, 러시아 제국은 점차 조지아 영토를 점령했다. 러시아 혁명 이후, 조지아는 1918년 5월 26일에 독립을 선언했다.
오세트인은 북캅카스에 위치한 북오세티야의 원주민이다. 남캅카스에 오세트인이 도착한 시기에 대해서는 논란이 있다. 한 이론에 따르면, 그들은 기원 13세기와 14세기에 처음으로 그곳으로 이주했으며, 수백 년 동안 조지아인과 평화롭게 거주했다. 1918년, 시다카르틀리주에 거주하는 토지 없는 오세트인 농민들 사이에서 볼셰비즘의 영향을 받아 자신들이 경작하는 토지에 대한 소유권을 요구하는 분쟁이 시작되었고, 멘셰비키 정부의 지원을 받는 조지아계 귀족들이 법적 소유자였다. 오세트인들은 처음에는 트빌리시 당국의 경제 정책에 불만을 품었지만, 긴장은 곧 민족 분쟁으로 변모했다. 오세트 반군들은 1918년 조지아군을 격퇴하고 츠힌발리 마을을 점령했으며 조지아 원주민들을 공격했다. 1919년과 1920년 봉기 동안, 오세트인들은 소비에트 러시아의 은밀한 지원을 받았지만, 그럼에도 불구하고 패배했다.
독립된 조지아 민주공화국은 1921년 붉은 군대의 침략을 받았고 소비에트 정부가 수립되었다. 소비에트 조지아 정부는 1922년 4월 트란스캅카스 오세트인을 위한 자치 행정 구역인 남오세티야 자치주를 설립했다. 스티븐 F. 존스, 에밀 술레이마노프 및 아르센 사파로프와 같은 역사가들은 볼셰비키가 조지아 민주공화국에 대항하는 데 도움을 준 대가로 오세트인에게 이러한 자치를 부여했다고 믿는다. 왜냐하면 이 지역은 러시아 침공 이전에는 별도의 개체가 아니었기 때문이다.
소비에트 조지아의 민족주의는 1989년 소련의 약화와 함께 탄력을 받았다. 크렘린은 조지아 독립 운동에 대한 반대책으로 남오세티야 민족주의를 지지했다. 1990년 12월 11일, 조지아 대의원은 남오세티야의 분리 시도에 대응하여 이 지역의 자치권을 무효화했다. 1991년 1월 조지아와 남오세티야 분리주의자들 사이에 군사 분쟁이 발발했다. 조지아는 1991년 4월 9일 독립 복원을 선언하여 발트 3국을 제외한 소련의 첫 번째 독립국이 되었다. 남오세티야 분리주의자들은 이제 러시아가 통제하는 옛 소비에트 군부대의 도움을 받았다. 1992년 6월까지 러시아 당국이 남오세티야 분리주의자들을 지지하여 조지아 수도 트빌리시를 폭격하겠다고 약속하면서 러시아와 조지아 간의 전면전 가능성이 높아졌다. 조지아는 러시아와의 갈등이 확대되는 것을 막기 위해 1992년 6월 24일 정전 협정을 승인했다. 조지아, 남오세티야, 러시아, 북오세티야 평화유지군이 공동 통제 위원회(JCC)의 위임에 따라 남오세티야 분쟁 지역에 배치되었다. 옛 남오세티야 자치주의 일부, 주로 조지아계 민족이 거주하는 지역은 조지아의 통제 하에 남아있었다. 츠힌발리 기반의 자칭 남오세티야 공화국 분리주의 당국은 2008년 전쟁 이전 옛 남오세티야 자치주 영토의 3분의 1을 통제했고, 조지아가 또 다른 3분의 1을 통제했으며 나머지는 아무도 통제하지 못했다.
이러한 상황은 조지아 소비에트 사회주의 공화국의 자치 공화국인 압하지야에서도 마찬가지였다. 그곳에서 압하스인은 1990년대 초 전쟁 중에 조지아로부터 분리되었다. 2003년까지 압하지야의 인구는 이 지역의 최대 민족 집단인 조지아인에 대한 민족 청소 이후 525,000명에서 216,000명으로 감소했다. 압하지야 북동부의 코도리 계곡 상류 지역은 압하스 분리주의 정부의 영향력 밖에 남아있었다.

### 러시아의 이해관계 및 개입
남캅카스는 러시아의 북캅카스 지역과 중동 사이에 위치하며, 러시아와 중동 사이의 "완충 지대"를 형성한다. 이 지역은 튀르키예와 이란과 국경을 접하고 있다. 이 지역의 전략적 중요성은 러시아에게 안보 문제로 작용했다. 주요 석유 매장량에 대한 접근을 포함한 상당한 경제적 이유가 남캅카스에 대한 관심을 더욱 높인다. 스웨덴 학자 스반테 코넬에 따르면, 남캅카스를 통치하면 러시아는 지정학적 중요성을 지닌 중앙아시아에 대한 서방의 개입을 관리할 수 있을 것이다.
러시아는 흑해 연안과 튀르키예에 인접한 것이 조지아의 귀중한 전략적 자산이라고 보았다. 러시아는 남오세티야보다 압하지야에 더 큰 이해관계를 가지고 있었는데, 흑해 연안에 러시아 군사력이 배치되는 것이 흑해에서 러시아의 영향력에 필수적이라고 여겨졌기 때문이다. 2000년대 초 이전에는 남오세티야가 원래 조지아에 대한 통제력을 유지하기 위한 수단으로 의도되었다.
블라디미르 푸틴이 2000년 러시아 연방 대통령이 되었고, 이는 러시아-조지아 관계에 깊은 영향을 미쳤다. 러시아와 조지아 간의 갈등은 2000년 12월에 조지아가 독립국가연합 (CIS) 회원국 중 최초이자 유일하게 러시아 비자 제도를 적용받으면서 확대되기 시작했다. 마피아 조직원으로 알려진 예두아르트 코코이티가 2001년 12월 남오세티야의 사실상 대통령이 되었는데, 그는 러시아의 지지를 받았는데, 그가 남오세티야와 조지아의 평화적 재통일을 방해할 것이기 때문이었다. 러시아 정부는 2002년 조지아의 허락 없이 압하지야와 남오세티야 주민들에게 러시아 여권을 대량으로 발급하기 시작했다. 이러한 "여권화" 정책은 러시아가 이 지역에 대한 미래의 주장의 기반을 마련했다. 2003년, 푸틴 대통령은 조지아와의 분쟁에 대한 군사적 해결 가능성을 고려하기 시작했다.
조지아가 2006년 러시아 스파이 4명을 추방한 후, 러시아는 조지아에 대한 전면적인 외교 및 경제 전쟁을 시작했으며, 이어 러시아에 거주하는 조지아계 민족에 대한 박해가 뒤따랐다.
2008년까지 남오세티야 주민 대부분이 러시아 여권을 취득했다. 로이터에 따르면, 러시아는 전쟁 이전에 남오세티야 연간 예산의 3분의 2를 공급했다. 남오세티야의 사실상 정부는 주로 러시아에서 유사한 정부 직책을 맡았던 러시아 시민들을 고용했으며, 러시아 장교들이 남오세티야의 안보 기관을 장악했다.

### 미해결 분쟁

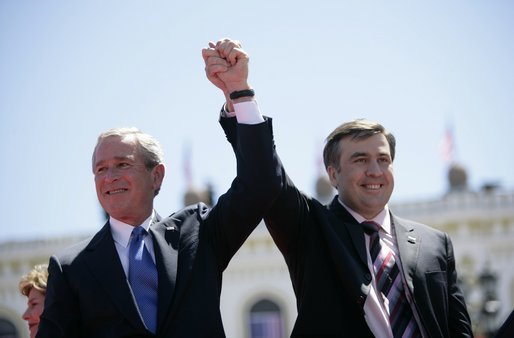
미국 조지 W. 부시 대통령과 조지아 미헤일 사카슈빌리 대통령이 2005년 5월 트빌리시에서 만났다.

조지아의 분쟁은 2004년까지 교착 상태에 머물렀는데, 그해 조지아의 장미 혁명 이후 미헤일 사카슈빌리가 권력을 잡고 에두아르드 셰바르드나제 대통령을 축출했다. 남오세티야와 압하지야를 조지아의 통제하에 두는 것이 사카슈빌리의 최우선 관심사였다.
조지아 정부는 아자리야에서 통제권을 회복한 성공에 이어 2004년 남오세티야로부터의 밀수 단속을 위한 이니셔티브를 시작했다. 남오세티야 당국은 긴장을 더욱 고조시켰다. 8월 8일부터 19일 사이에 조지아군과 남오세티야인 사이에 격렬한 전투가 벌어졌다.
2005년 1월 스트라스부르의 유럽 평의회 의회에서 조지아 대통령 사카슈빌리는 통일된 조지아 국가 내에서 남오세티야의 평화 정착을 제안했다. 이 제안은 남오세티야 지도자 에두아르드 코코이티에 의해 거부되었다. 2006년, 조지아는 지역 민병대 지도자가 조지아 당국에 반란을 일으켰을 때 압하지야의 코도리 계곡 지역으로 보안군을 파견했다. 2007년, 조지아는 드미트리 사나코예프 (전 남오세티야 총리)가 이끄는 러시아가 "꼭두각시 정부"라고 부르는 남오세티야 임시 행정부를 수립했다.